# Baharilana bisulcata
Baharilana bisulcata är en kräftdjursart som först beskrevs av Hobbins och Jones 1993.  Baharilana bisulcata ingår i släktet Baharilana och familjen Cirolanidae.
Artens utbredningsområde är Röda havet. Inga underarter finns listade i Catalogue of Life.